# Kociołki-Las
Kociołki-Las – osada w Polsce położona w województwie łódzkim, w powiecie pabianickim, w gminie Dłutów.
W latach 1975–1998 miejscowość administracyjnie należała do województwa piotrkowskiego.
Do 1 stycznia 1998 roku należała do gminy Drużbice.